# 森本三義
森本 三義（もりもと みよし、1952年 - ）は日本の会計学者。専攻は管理会計学。愛媛県喜多郡内子町生まれ。2007年から松山大学学長。2024年、旭日中綬章受章。

## 略歴
- 1971年（昭和46年）3月 - 愛媛県立内子高等学校卒業
- 1975年（昭和50年）3月 - 松山商科大学（現在の松山大学）経営学部卒業
- 1977年（昭和52年）3月 - 松山商科大学大学院経済学研究科修士課程修了
- 1981年（昭和56年）3月 - 大阪大学大学院経済学研究科博士課程単位取得退学
- 1981年（昭和56年）4月 - 松山商科大学経営学部講師
- 1983年（昭和58年）4月 - 同助教授
- 1990年（平成2年）10月　- 同教授
- 2007年（平成19年）1月　- 松山大学学長現在に至る（学校法人松山大学理事長を兼ねる）